# Studio école de France
Le Studio école de France parfois dénommé « Studec », est un établissement français d'enseignement supérieur privé fondé en 1989 spécialisé dans la formation en radiodiffusion, à la réalisation et à l'animation d'émissions de radio. Depuis sa création, l'établissement est situé à Issy-les-Moulineaux dans les Hauts-de-Seine, à l'ouest de Paris et est dirigé par Sylviano Marchione.
La société du Studio école de France est placée en liquidation judiciaire le 27 mars 2024 par le tribunal de commerce de Nanterre. Le 27 juin 2024, le Groupe IGENSIA Education annonce le rachat du Studio École de France et son intégration dans l'Institut Supérieur de la Communication, de la Presse et de l'Audiovisuel (ISCPA).

## Histoire
En 1989, le Studio école de France proposant des formations professionnelles en radiodiffusion est inauguré à Boulogne-Billancourt dans les Hauts-de-Seine. En 1996, l'animateur de radio Jacky Gallois rejoint la direction du Studio école de France.
En 2009, l'animateur et producteur de télévision français Pascal Bataille s'associe à Laurent Fontaine, Sylviano Marchione et Jacky Gallois, tous deux déjà dirigeants du Studio école de France, pour créer le « Studec TV » une école de télévision dont l'activité cesse quelques années plus tard.
À partir de 2020, le Studio école de France héberge dans ses locaux la webradio éphémère et solidaire « Radio Restos », lancée par les Restaurants du coeur avec Laurent Petitguillaume, Bruno Guillon et Manu Lévy. Les élèves de l'école interviennent bénévolement pour ces opérations.
En mars 2024, le Studio école de France annonce sa fermeture définitive, à la suite d'une mauvaise gestion de sa direction. Le 27 juin 2024, le groupe Igensia Education (ex-IGS) annonce racheter l'établissement, l'intégrant à l'Institut supérieur de la communication, de la presse et de l'audiovisuel (ISCPA), propriété d'Igensia[réf. souhaitée].

## Personnalités liées

### Enseignants et intervenants
Parmi les enseignants et intervenants animateurs de radio professionnels au Studio école de France, on compte notamment Évelyne Adam, animatrice, productrice, l'animateur de radio à Nostalgie Frédéric Feder, le coach artistique Julien Chesneau, Jacky Gallois impliqué dans la création de la radio NRJ ou encore le journaliste Thomas Joubert de BFM TV,.

### Anciens élèves

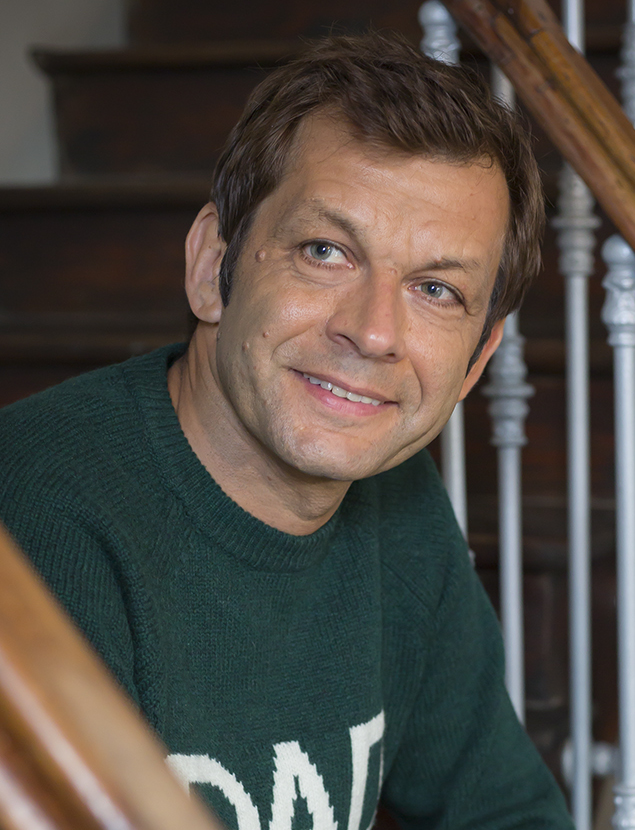
Laurent Mariotte, animateur de télévision et chroniqueur culinaire français.
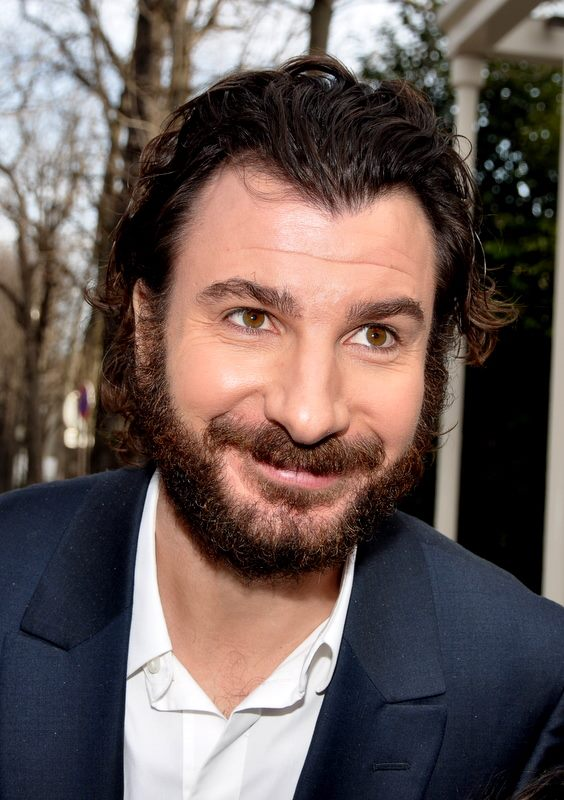
Michaël Youn, acteur, producteur, animateur de radio et de télévision français.
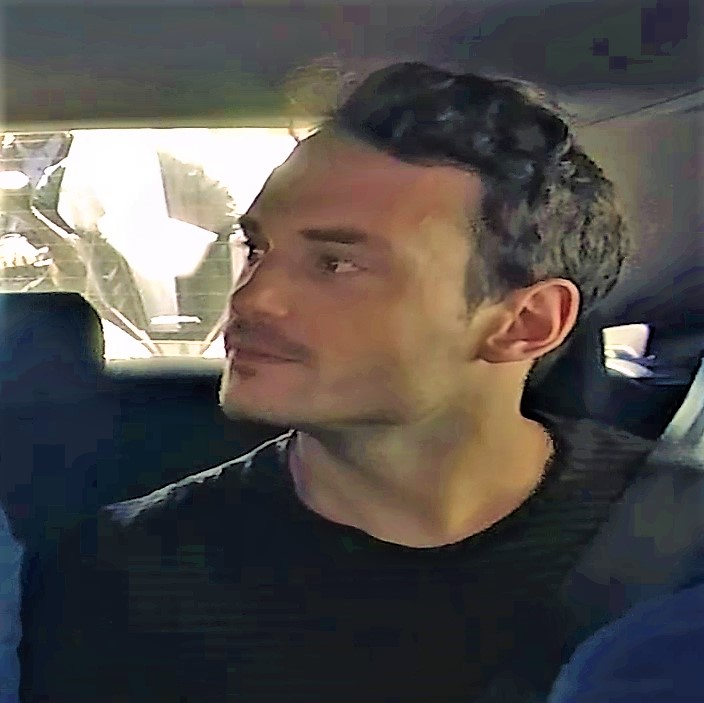
Jérôme Niel, acteur, humoriste et vidéaste français[9].
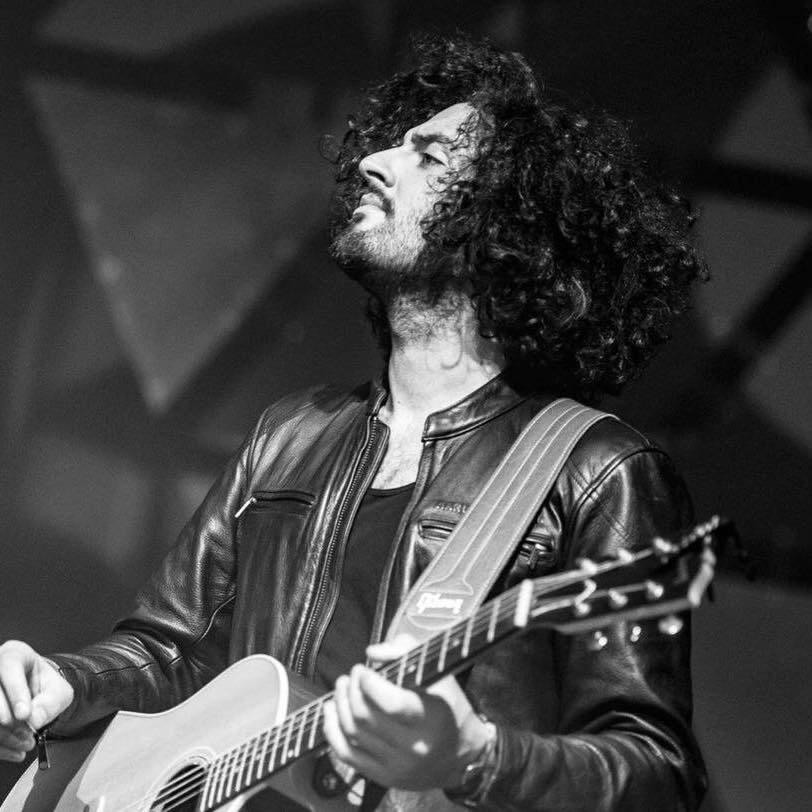
Jérôme Quériaud, musicien français[10].

- Fanny Agostini, journaliste et animatrice de télévision et de radio pour TF1 et TMC[11],[12].
- Jean-Baptiste Boursier, journaliste et présentateur de télévision français pour BFM TV.
- Pierre-Antoine Van, écrivain engagé dans la sensibilisation à l’autisme.
- Vincent Vinel, auteur-compositeur-interprète bulgare francophone[13].
- Mélanie Bauer, animatrice de radio et de télévision française pour France Inter.
- Julien Fébreau, journaliste sportif pour Canal+.
- Laurent Rigal, journaliste sportif pour Canal+.
- Claire Arnoux, présentatrice de télévision et journaliste sportive pour BeIn Sports
- Patrick Roger, directeur général de Sud Radio.
- Romano, animateur de radio sur Skyrock.
- Mickael Dorian, animateur de radio sur Chante France.
- Jean-Christophe Rieu, animateur de radio et de télévision.
- Jordan De Luxe, animateur de radio et de télévision.